# Mehadica

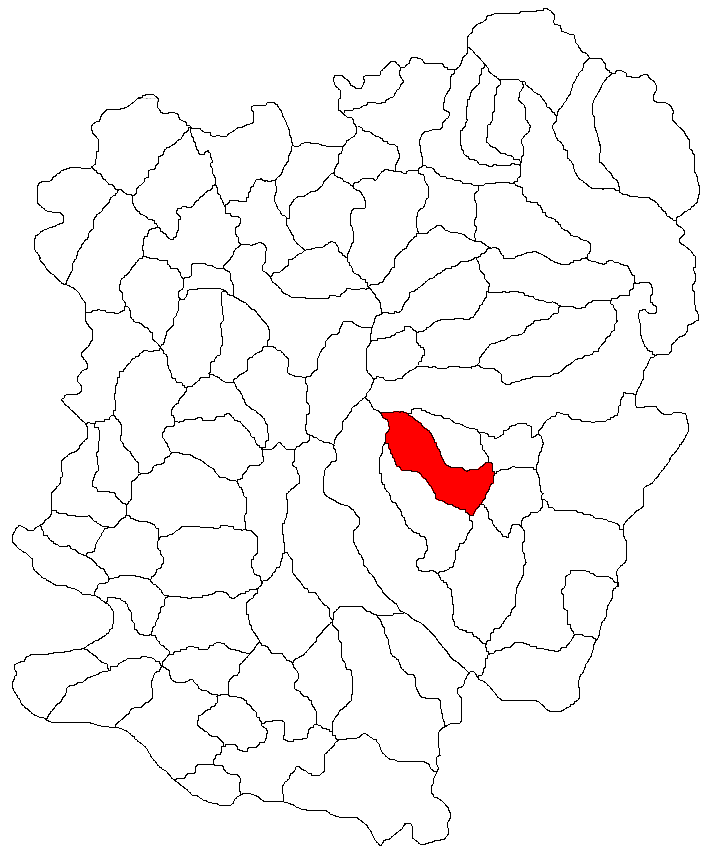
Lage von Mehadica im Kreis Caraș-Severin

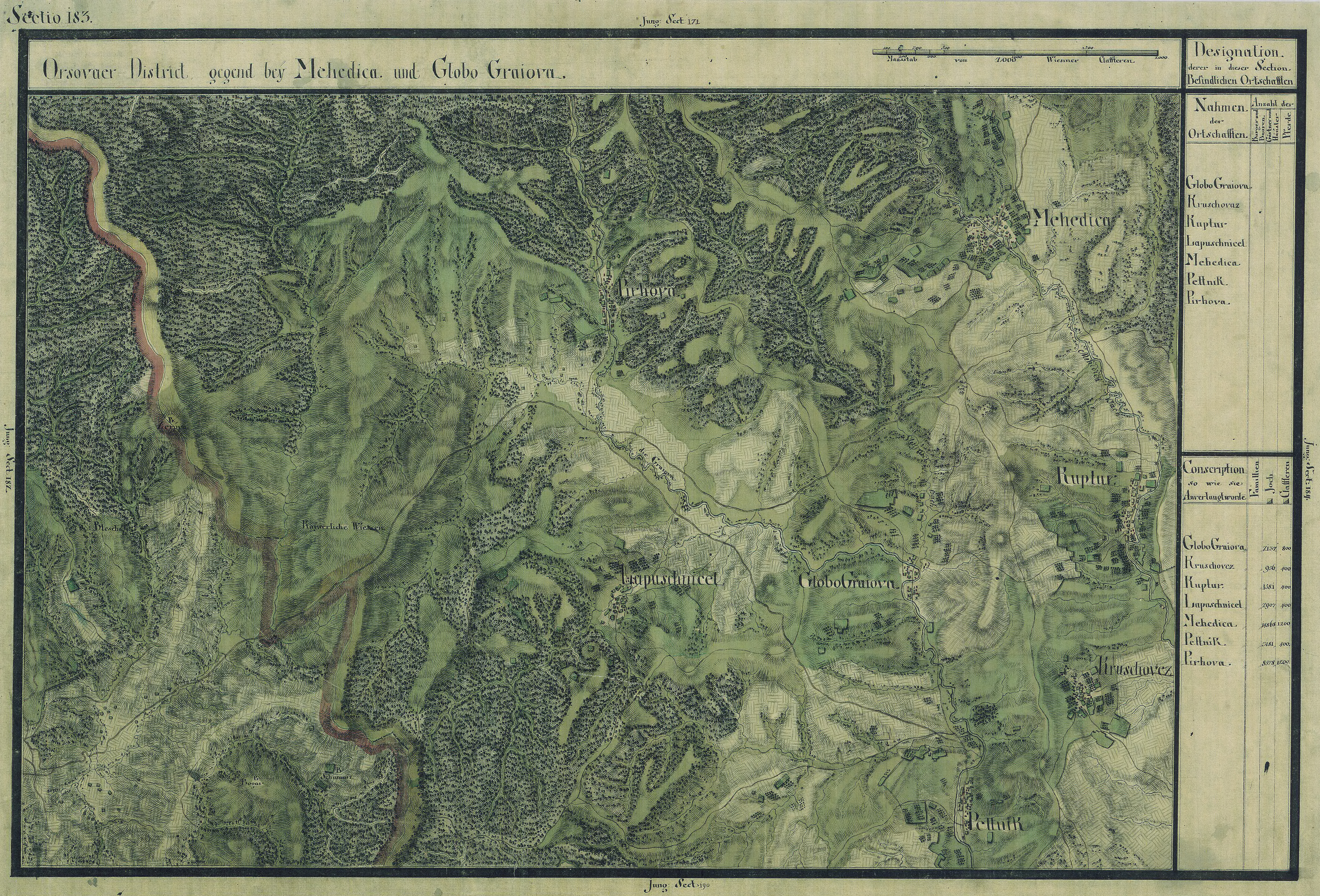
Mehadica auf der Josephinischen Landaufnahme

Mehadica (deutsch Mehadika, ungarisch Mehadika oder Kismiháld) ist eine Gemeinde im Kreis Caraș-Severin, in der Region Banat, im Südwesten Rumäniens.

## Geografische Lage
Mehadica liegt in der Mitte des Kreises Caraș-Severin, im Mehadica-Tal. Dem Flusslauf folgend erreicht man von hier aus das Semenic-Gebirge.

## Nachbarorte
| Verendin        | Luncavița                                   | Domașnea |
| Semenic-Gebirge | Kompassrose, die auf Nachbargemeinden zeigt | Cornea   |
| Pârvova         | Globu Craiovei                              | Cuptoare |

## Geschichte
Im Laufe der Jahrhunderte traten verschiedene Schreibweisen des Ortsnamens in Erscheinung:
1440–44 Mehedyka,
1575 Kis-Myhald, Myhedika,
1603 Mehadyka,
1808 Mehedika, 
1888 Mehadika,
1913 Kismiháld,
1919 Mehadica.
Eine erste urkundliche Erwähnung stammt aus dem Jahr 1440. 
Der Reisende Evliya Çelebi erwähnte in seinen Schilderungen Mehadica als Teil des Severiner Banats.
Auf der Josephinischen Landaufnahme von 1717 ist Mehadika eingetragen. Nach dem Frieden von Passarowitz (1718) war die Ortschaft Teil der Habsburger Krondomäne Temescher Banat.
Infolge des Österreichisch-Ungarischen Ausgleichs (1867) wurde das Banat dem Königreich Ungarn innerhalb der Doppelmonarchie Österreich-Ungarn angegliedert. Die amtliche Ortsbezeichnung war Kismiháld.
Der Vertrag von Trianon am 4. Juni 1920 hatte die Dreiteilung des Banats zur Folge, wodurch Mehadica an das Königreich Rumänien fiel.

## Bevölkerungsentwicklung
| 1880 | 2022 | 2014 | -  | 5 | 3           |
| 1910 | 2290 | 2247 | 20 | 8 | 15          |
| 1930 | 2290 | 2262 | -  | 3 | 25          |
| 1977 | 1489 | 1485 | 1  | 1 | 2           |
| 2002 | 922  | 894  | 5  | - | 23          |
| 2021 | 601  | 537  | -  | - | 64 (8 Roma) |